# Jaderné palivo

Proces jaderného paliva(palivových článků)

Jaderné palivo je palivo, z něhož se energie uvolňuje prostřednictvím jaderných reakcí a to buďto štěpením (rozpadem) nebo fúzí (slučováním).  
Zatímco štěpení je již desítky let využíváno v jaderných elektrárnách, získávání energie z jaderné fúze je dosud ve stadiu experimentů (viz ITER) a případné spuštění experimentální elektrárny DEMO se předpokládá nejdříve po roce 2050. Jako palivo by měly sloužit izotopy vodíku deuterium a tritium, případně další lehké prvky. 
V současnosti se prakticky využívají pouze štěpná jaderná paliva jako uran nebo plutonium. Do budoucna se počítá i s thoriem, kterého zemská kůra obsahuje výrazně více. Z jaderného paliva musí být pro využití v jaderných reaktorech vyrobeny palivové elementy, které se od sebe konstrukčně významně odlišují v závislosti na typu reaktoru.
Pojmy jaderné palivo – jaderný materiál jež se štěpí (slučuje) a palivové elementy – konstrukční prvek obsahující jaderné palivo, který slouží jako první fyzická bariéra před únikem radioaktivních látek do okolí, usnadňuje manipulaci s palivem atd., se často zaměňují, protože je zpravidla jasné, o kterém pojmu se mluví.

## Materiál paliva

Energie vázaná v jádře vztažená na počet nukleonů jádra

Z pohledu jaderné fyziky mohou být jaderným materiálem v podstatě téměř všechny izotopy všech prvků. Sloučením jader lehkých prvků (do železa) se uvolňuje jaderná energie, rovněž tak štěpením těžkých prvků (od železa výše), jak ukazuje obrázek napravo. Pouze však některé z těchto prvků lze v našich podmínkách štěpit (sloučit) a navíc velká část z nich má příliš krátký poločas rozpadu a v přírodě se tudíž nenacházejí. Tyto a další faktory pak fakticky omezují jaderné palivo na tyto izotopy:
pro štěpení:
- 235U (vyskytující se v přírodě ve větším množství)
- 233U (které lze vyrobit záchytem neutronu v jádře 232Th)
- 239Pu (které lze vyrobit záchytem neutronu v jádře 238U)
- 241Pu (které lze vyrobit záchytem neutronu na 240Pu)

Ne náhodou mají izotopy vhodné pro štěpení lichý počet nukleonů. Nukleony se totiž mají tendenci v jádrech párovat a tím snižovat vnitřní energii jádra a lze říci, že tato jádra pak "lépe drží pohromadě" (zmíněné izotopy se nazývají štěpitelné). Má-li však jádro jeden nukleon navíc, tento nukleon se snaží rovněž své energie zbavit a jádro je tak zpravidla méně stabilní a umožňuje jednodušší štěpení (tyto izotopy se nazývají štěpné). Nicméně i izotopy se sudým počtem nukleonů lze štěpit a využít tak jako palivo.
pro fúzi:
- 2H
- 3H

Fúze je v dnešní době odkázána prakticky pouze na dva izotopy vodíku. Očekává se, že v budoucnu bude využíváno i 3He, nicméně to se na zemi prakticky nevyskytuje. Možným zdrojem je tak měsíční regolit, který za miliony let vystavení slunečnímu větru mohl této látky zachytit obrovské množství.

## Energie v palivu
Na rozdíl od konvenčních paliv z nichž se uvolňuje energie změnou chemických vazeb v palivu například hořením, se z jaderného paliva uvolňuje energie pomocí změn v jádrech atomů. Jaderné síly, které udržují jádro pohromadě jsou však o několik řádů silnější než síly elektromagnetické, které jsou podstatou chemických vazeb, a skýtají tudíž mnohem větší potenciál pro uvolnění energie než konvenční paliva vzhledem k jejich množství.
Porovnání energetického potenciálu:
Výhřevnost černého uhlí se pohybuje mezi 21 000 až 31 000 kJ/kg a vodíku 119 550 kJ/kg. Rozštěpením jednoho jádra 235U se uvolní zhruba 200 MeV
energie. Za předpokladu, že bychom byli schopni rozštěpit všechna jádra 235U o celkové hmotnosti 1 kg, uvolnilo by se více energie než 8×1010 kJ. Ještě lépe je na tom syntéza lehkých prvků. Sloučením jader deuteria a tritia vzniká 14,1 MeV energie. Při přepočtu na 1 kg paliva by se uvolnilo okolo 9×1011 kJ. Dnešní reaktory nicméně neumožňují ani zdaleka využít veškerý potenciál skrytý v jaderných silách. Fúzní reaktory teprve nedávno překonaly důležitý milník, kdy se jim povedlo uvolnit více energie ze "spáleného" paliva, než je potřeba k jeho "zapálení". Jaderné reaktory umí uvolňovat energie s vysokým ziskem již řadu desetiletí, nicméně ani tak nejsou dnešní jaderné reaktory, určené pro výrobu energie, schopny z 1 kg paliva obohaceného zhruba na 4 % 235U dostat více než 50 MWd (megawattdní), které odpovídá zhruba 5×109 kJ. Z těchto hodnot je jasné, že jeden kg jaderného paliva v sobě skrývá o několik řádu více energie než konvenční paliva.
Pro lepší představu výsledku výpočtů lze říci, že jedna běžná peletka UO2 o hmotnosti 5 g dokáže nahradit okolo 850 kg černého uhlí o průměrné výhřevnosti.

## Základní dělení paliva
Fúzní jaderné reaktory jsou teprve ve výzkumné fázi (např. Tokamak) a článek se jím dále nezabývá.
Jaderné palivo lze kromě dělení podle prvků z fyzikálního pohledu rozdělit podle řady dalších hledisek.
1. OBOHACENÍ (neboli zvýšení koncentrace štěpného izotopu prvku na úkor štěpitelného)
  1. přírodní – použitelné v těžkovodních reaktorech)
  2. obohacené do 5 % – běžné palivo drtivé většiny velkých jaderných elektráren s tepelným typem jaderného reaktoru)
  3. obohacené od 5 % do 20 % – běžné obohacení u výzkumných a experimentálních reaktorů) – limit 20 % značně omezuje možnost výroby jaderné bomby z takového paliva
  4. obohacené nad 20 % – některé výzkumné reaktory a rychlé reaktory, materiál k výrobě jaderných bomb)
2. SKUPENSTVÍ
  1. pevné – drtivá většina paliva v této formě
  2. kapalné – experimentální pokusy o paliva ve formě tekutých solí
3. CHEMICKÉ FORMY
  1. kovová – historicky používaná forma paliva, vyšší součinitel tepelné vodivosti než u ostatních forem, problémy způsobuje relativně nízká teplota tání
  2. oxidy – převážná většina paliva v této formě, nejčastěji UO2, MOX (mixed oxide fuel) nebo PU2, vyšší teplota tání ale nižší součinitel tepelné vodivosti, využívané v jaderných elektrárnách
  3. nitridy – ve fázi výzkumu
  4. karbidy – ve fázi výzkumu
  5. různé slitiny – například s hliníkem, používané ve výzkumných reaktorech

Nejčastější typem paliva je do 5% obohacené pevné uranové palivo oxidického typu ve formě UO2.

## Výroba paliva

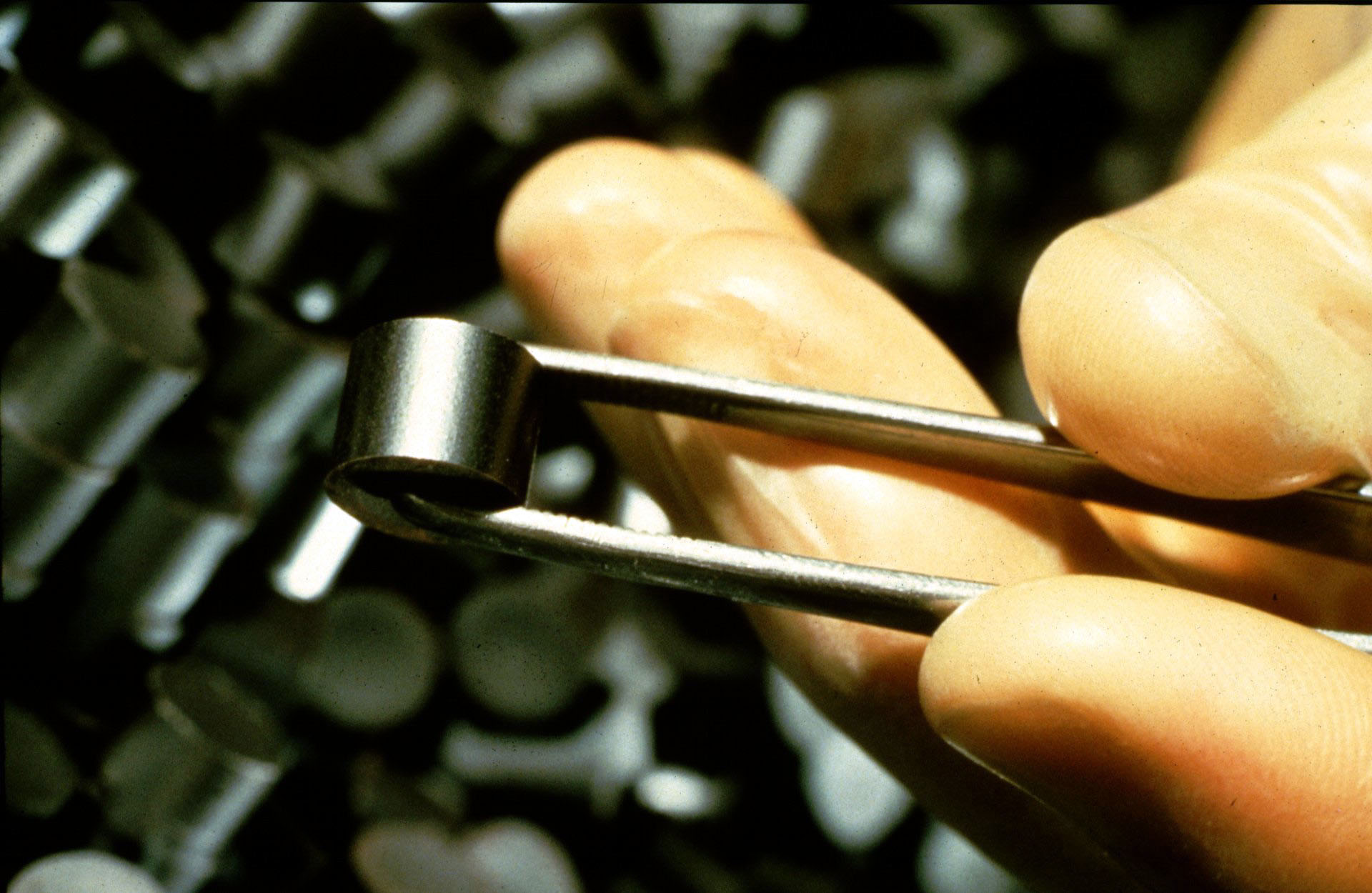
palivová peletka

Tato část se vztahuje k výrobě typického oxidického jaderného paliva od obohacení uranu až do formy palivových peletek.
Obohacené jaderné palivo je nejčastěji ve formě UF4 nebo UF6 (tato plynná forma se užívá při obohacování centrifugami či difuzory). Následně se chemickými procesy přemění na práškovou formu UO2. Tato prášková forma je následně rozemleta na jemnější částice a za pomocí různých pojidel je vytvořen tzv. granulát. Ten je následně přetříděn, lisován a žíhán. Nakonec je granulát sintrován do finální podoby paliva, nejčastěji peletek(viz obrázek). Posledním krokem je broušení peletek a jejich třídění v případě že jsou vadné. Peletky musí odpovídat předepsanému tvaru s vysokou přesností, tak aby je bylo možné uložit do palivových článků.
Peletky mají tvar válce o výšce 10 až 15mm a průměru 8 až 15mm. Peletky lze podle tvaru rozlišit na dvě koncepce
- západní – typ, který historicky využívaly reaktory západní (americké, francouzské,...) konstrukce
- východní – typ, které historicky využívaly reaktory ruské konstrukce

Západní konstrukce se od východní odlišovala jemnými vyhloubeními v "podstavách" peletek, které slouží jako volný prostor k hromadění plynných produktů štěpení. Ruská konstrukce peletek zahloubení neměla, protože k hromadění štěpných produktů využívala centrální válcový otvor v peletce. Tyto konstrukční odlišnosti měly významný vliv především na teplotní profil paliva za provozu, který zásadním způsobem ovlivňuje praskání peletek.